# Josse-Pieter Geedts
Josse-Pieter Geedts ou Pierre-Joseph Geedts, né le 5 janvier 1770 à Louvain, et mort le 17 décembre 1834 dans la même ville, est un peintre d'histoire et de sujets religieux. 

## Biographie
Josse-Pieter Geedts est né le 5 janvier 1770 à Louvain.
Il est élève de G.J. Herreyns à l'académie des beaux-arts d'Anvers. En 1800 il est nommé professeur de l'académie de Louvain mais doit démissionner en 1833.
Il meurt le 17 décembre 1834 dans sa ville natale.